# Episodi di Broadchurch (terza stagione)
La terza e ultima stagione della serie televisiva Broadchurch, composta da otto episodi, è stata trasmessa in prima visione assoluta nel Regno Unito da ITV dal 27 febbraio al 17 aprile 2017.
In Italia la stagione è andata in onda dal 29 maggio al 19 giugno 2017 su Giallo.
L'annuncio ufficiale della riconferma della serie venne dato da ITV il 23 febbraio 2015, il giorno stesso della trasmissione dell'ultimo episodio della seconda stagione, mentre le riprese della stagione iniziarono a maggio 2016.
La colonna sonora della stagione, come nelle stagioni precedenti, è composta da Ólafur Arnalds.
| nº | Titolo originale | Titolo italiano | Prima TV UK      | Prima TV Italia |
| -- | ---------------- | --------------- | ---------------- | --------------- |
| 1  | Episode 1        | Episodio 1      | 27 febbraio 2017 | 29 maggio 2017  |
| 2  | Episode 2        | Episodio 2      | 6 marzo 2017     | 29 maggio 2017  |
| 3  | Episode 3        | Episodio 3      | 13 marzo 2017    | 5 giugno 2017   |
| 4  | Episode 4        | Episodio 4      | 20 marzo 2017    | 5 giugno 2017   |
| 5  | Episode 5        | Episodio 5      | 27 marzo 2017    | 12 giugno 2017  |
| 6  | Episode 6        | Episodio 6      | 3 aprile 2017    | 12 giugno 2017  |
| 7  | Episode 7        | Episodio 7      | 10 aprile 2017   | 19 giugno 2017  |
| 8  | Episode 8        | Episodio 8      | 17 aprile 2017   | 19 giugno 2017  |

## Episodio 1
- Titolo originale: Episode 1
- Diretto da: Paul Andrew Williams
- Scritto da: Chris Chibnall

### Trama
Trish Winterman (Julie Hesmondhalgh) riferisce di essere stata violentata. L'aggressione è avvenuta dopo una festa tenuta da Jim e Cath Atwood (Mark Bazeley e Sarah Parish) due giorni prima. Ellie Miller e Alec Hardy sono chiamati a raccogliere la sua denuncia. Già dalle prime indagini emerge che si tratta di un'aggressione premeditata e non di un crimine di opportunità, facendo credere ai due detective che ci sia in circolazione uno stupratore seriale. Beth cerca di riprendere in mano la sua vita lavorando come assistente sociale e chiama proprio Trish, offrendosi di aiutarla. Mark, nel frattempo, si è separato dalla moglie ed è pentito di aver pubblicato un libro che parla di Danny. Tom viene sospeso dalla scuola per una settimana per essere stato sorpreso a guardare filmini porno.

## Episodio 2
- Titolo originale: Episode 2
- Diretto da: Paul Andrew Williams
- Scritto da: Chris Chibnall

### Trama
Ellie Miller e Alec Hardy continuano le loro indagini, concentrandosi sul filo utilizzato nello stupro e iniziando la raccolta di campioni di DNA da parte degli ospiti maschi alla festa o di soggetti ritenuti connessi, come il tassista che ha portato Trish alla festa. Non tutti collaborano. Nel frattempo Ellie chiede a Beth Latimer, che è la consulente dell'agenzia di servizi sociali che aiuta le vittime di stupro, assegnata a Trish, di cercare di convincere quest'ultima a rilasciare la sua deposizione, per non perdere ulteriore tempo. Durante la deposizione Trish rivela di aver avuto un rapporto consensuale e non protetto la mattina stessa dell'aggressione, il che complica la prova del DNA anche perché la donna si rifiuta di dire chi fosse il suo partner. A causa del lavoro, Alec sta mettendo a rischio il rapporto con sua figlia Daisy.

## Episodio 3
- Titolo originale: Episode 3
- Diretto da: Paul Andrew Williams
- Scritto da: Chris Chibnall

### Trama
La notizia dell'aggressione a Trish è oramai nota. Il suo ex-marito, Ian Winterman (Charlie Higson), confidandosi con un amico, rivela che non ricorda nulla di quanto accaduto alla festa, a causa del troppo bere. I detective scoprono che il tassista Clive Lucas (Sebastian Armesto) ha raccontato diverse bugie e, messo alle strette, confessa di aver raccolto un uomo sconosciuto sulla strada. Confessa anche di essere stato accusato di molestie da parte di una ex-cliente fissa. Trish intanto inizia a ricevere messaggi da un numero anonimo che la mettono in agitazione. Nel frattempo Mark Latimer cerca di convincere Beth a perseguire una causa civile contro Joe Miller, di cui al momento si sono perse le tracce, per la morte di suo figlio Danny, ma Beth e la figlia Chloe non vogliono procedere.

## Episodio 4
- Titolo originale: Episode 4
- Diretto da: Daniel Nettheim
- Scritto da: Chris Chibnall

### Trama
Trish accompagna Miller e Hardy sul luogo della festa e dello stupro: Axehampton House. La polizia spera così che la donna possa ricordare qualche dettaglio aggiuntivo. Tuttavia, durante il sopralluogo, Trish si sente male perché riconosce il luogo dove è stata violentata. Riesce anche a ricordare altri dettagli: una luce in lontananza e l'odore di vodka. Inoltre il proprietario di Axehampton House, Arthur Tamworth (Richard Hope), consegna agli agenti una scatola di oggetti trovati intorno alla tenuta dopo il crimine, tra cui una mazza da cricket con cui i suoi nipoti hanno giocato: dovrebbe essercene una uguale ma non si trova. Ellie e Hardy scoprono che in zona c'è un condannato per violenza sessuale, da poco in libertà vigilata, Aaron Mayford (Jim Howick): la dinamica della sua precedente aggressione ricorda quella di Trish. Mayford riesce a fornire un alibi, ma Hardy decide comunque di metterlo sotto sorveglianza. Nel frattempo il DNA di Jim Atwood viene identificato: l'uomo confessa di aver avuto un rapporto sessuale consensuale con Trish la mattina del party. Si scopre anche che i messaggi di minacce ricevuti da Trish sono collegati a un account del marito, ma è stata la sua fidanzata, Sarah Elsey (Charlotte Lucas), a inviarli, affermando di averlo fatto prima di sapere della violenza. La puntata si conclude con una seconda donna che afferma di aver subito la stessa violenza, due anni prima, ma di non averne mai fatta parola alcuna. 

## Episodio 5
- Titolo originale: Episode 5
- Diretto da: Daniel Nettheim
- Scritto da: Chris Chibnall

### Trama
Laura Benson (Kelly Gough), la seconda vittima, racconta alla polizia i dettagli della sua violenza che corrispondono a quanto accaduto a Trish, incluso il fatto di essere stata colpita alla nuca, legata e imbavagliata, oltre all'odore di alcool dell'aggressore. Laura dichiara di non aver riportato alla polizia l'accaduto perché aveva bevuto molto e temeva di non essere creduta. La polizia si accorge che Mayford ha lavorato con i datori di lavoro di entrambe le vittime e viene pertanto arrestato. Hardy e Miller vengono informati di una terza vittima che ha preferito non riferire alla polizia. In questo terzo caso, però, Mayford era ancora in carcere. Ian, che ha bisogno di un posto per vivere dopo la rottura con Sarah, chiede al proprietario del negozio, Ed Burnett (Lenny Henry), se può affittargli una roulotte. Ed rifiuta indignato e dice che Ian merita la sua sofferenza, per aver perso Trish. Cath, ferita dopo che Trish confessa di aver avuto un rapporto sessuale con suo marito, dice a Jim di non tornare a casa e racconta l'accaduto a Ed, il suo capo. Il tassista Clive Lucas carica in auto Jim Atwood, dopo che il suo furgoncino si è rotto, e dice a quest'ultimo che lo ha visto litigare con Trish, durante la notte della festa. Jim lo costringe a fermarsi, tenta di soffocarlo e lo minaccia di non rivelare niente. Successivamente Ed si presenta all'officina di Jim e lo pesta pesantemente. La puntata si conclude con Ian che si introduce di notte in casa di Trish, per recuperare il suo computer portatile. 

## Episodio 6
- Titolo originale: Episode 6
- Diretto da: Lewis Arnold
- Scritto da: Chris Chibnall

### Trama
Danny Latimer (Oskar McNamara) ritorna in sogno a suo padre, Mark, che nel frattempo, dopo aver scoperto dove vive Joe Miller, decide di affrontarlo, chiedendo dettagli sull'omicidio di Danny. Joe accetta con riluttanza e i due iniziano così a parlare, nonostante Mark  sia fortemente tentato a ferirlo con il suo coltello. Nel frattempo Jim Atwood denuncia Ed per l'aggressione a Trish. Dopo che Ellie riesce a trovare nuovi elementi che collegano Ed all'aggressione, quest'ultimo viene finalmente arrestato. Katie Harford è costretta a lasciare la centrale, dopo aver ammesso che Ed è suo padre, per evitare di compromettere definitivamente le indagini. Ed intanto, durante l'interrogatorio, afferma di essere innamorato di Trish. La polizia scopre però sul suo telefono migliaia di foto della donna, scoprendo che Ed è ossessionato da lei, ormai da anni. Ian che è entrato in casa di sua moglie, per prendere il suo computer portatile, afferma inoltre che Ed aveva molestato sessualmente Trish. La terza vittima di stupro, Nira (Ellora Torchia), rifiuta di parlare con la polizia perché non vuole che la sua famiglia sia informata del fatto. Ellie successivamente scopre che suo figlio ha recuperato senza permesso il suo smartphone e che questo è di nuovo pieno di video pornografici, che Tom sostiene provengano da Michael Lucas. Beth dice a sua figlia Chloe che vuole divorziare dal marito. Al termine dell'episodio, un frustrato Mark, che vede ancora Danny, prende il largo su una barca e poi si lascia cadere nell'acqua.

## Episodio 7
- Titolo originale: Episode 7
- Diretto da: Lewis Arnold
- Scritto da: Chris Chibnall

### Trama
Mark viene salvato da un pescatore e ricoverato in ipotermia. Nel mentre Hardy e Miller provano a capire se ci sono gli estremi per costruire un caso contro Ed, ma sono costretti a rilasciarlo. Cercando connessioni tra le vittime scoprono che la seconda vittima, Laura Benson, ha usato il servizio di riparazione di Atwood prima della sua violenza e conducono l'uomo in centrale. La moglie di Jim Atwood, Cath, è sconvolta e inizia a cercare prove in giro per casa. Trova infine una scatola già aperta di preservativi con una ricevuta: sono stati comprati proprio il giorno della festa. Dopo che Trish conferma che l'aggressore ha indossato un preservativo, Cath decide di portarli alla polizia. Jim racconta allora che li ha comprati per usarli con una giovane cameriera, che conferma di essersi appartata con lui, ma di averlo fatto smettere perché troppo violento. Ian inoltre decide di confessare di aver installato uno spyware sul computer di Trish, per spiarla attraverso la sua webcam. Inizialmente afferma di aver fatto tutto da solo ma è poi costretto ad ammettere che sia stato il giovane Leo Humphries (Chris Mason) a installarlo. Ed scova una borsa contenente dello spago blu insanguinato proprio fuori del suo negozio. Lindsay Lucas (Becky Brunning) invece trova, in un cassetto del garage, una piccola collezione di oggetti che suo marito ha rubato, incluse le chiavi di Trish. La polizia trova inoltre un calzino con il DNA di Trish che potrebbe essere stato usato per imbavagliarla, nel quale c'è il DNA di uno degli uomini sospettati. 

## Episodio 8
- Titolo originale: Episode 8
- Diretto da: Lewis Arnold
- Scritto da: Chris Chibnall

### Trama
Clive Lucas è arrestato dopo che il suo DNA è trovato sul calzino che la polizia pensa sia stato usato per imbavagliare Trish. Sua moglie mostra alla polizia la sua collezione di oggetti, tra cui le chiavi della donna. Clive riconosce il calzino come il tipo da lui indossato per giocare a calcio, ma nega di aver stuprato Trish. Ed è interrogato sulla busta, da lui trovata. L'uomo confessa di aver sentito dei rumori fuori, vicino all'acqua, proprio quella sera, e di aver pensato si trattasse di sesso tra ubriachi: il senso di colpa lo consuma perché avrebbe potuto evitare lo stupro di Trish. Le immagini delle telecamere di sorveglianza permettono alla polizia di riconoscere in Leo Humphries l'uomo che ha nascosto nel negozio di Ed la borsa. Clive è per questo costretto da Hardy e Miller a rivelare che, la sera del crimine, ha trasportato a casa, sul suo taxi, il suo figliastro Michael e Leo. Michael e Lucas sono così arrestati. Poi un flashback mostra Clive schiaffeggiare Michael, durante una partita di calcio. Leo inizia così prima a mostrarsi gentile e amichevole con Michael, per consolarlo, e poi a deviarlo, facendolo bere con lui. Dopo che Michael ammette di essere vergine, Leo provvede a fargli avere un rapporto sessuale con la sua ragazza. Sempre nel flashback si vedono i due ragazzi andare al party ad Axehampton House, dove Leo colpisce Trish sopra la testa e costringe Michael a stuprarla. Clive chiede a Hardy e Miller di incolpare lui invece del figlio, ma essi rifiutano. La polizia scopre poi i video dell'aggressione a Trish su un telefono di Leo, insieme a quelli in cui violenta Laura Benson e due altre donne sconosciute. Leo confessa in modo arrogante le violenze.
Al termine dell'episodio, Beth e Mark Latimer discutono dei loro problemi, ma non sono in grado di riconciliarsi. Mark decide così di andarsene, per cercare di rimettere insieme i pezzi della sua vita. Anche Paul, il vicario, lascia Broadchurch, salutato da tutti. 